# Georg Christian Unger
Georg Christian Unger (* 25. Mai 1743 in Bayreuth; † 20. Februar 1799 in Berlin) war ein deutscher Architekt und Baumeister Friedrichs des Großen in Potsdam und in Berlin. Er gehört zu den bedeutenden Künstlern des Friderizianischen Rokoko.

## Leben
Er studierte an der Akademie in Bayreuth bei Carl von Gontard und ging später wie sein Lehrer nach Potsdam und Berlin und arbeitete als Kondukteur bei Johann Gottfried Büring. Nach Gontards Übersiedlung nach Potsdam und Berlin war er über Jahre dessen engster Mitarbeiter und vollendete seine Ausbildung. Nach Ungers eigenen Entwürfen entstanden in Potsdam Bürgerhäuser sowie öffentliche und militärische Gebäude.
1787 wurde Unger Oberhofbaurat, 1788 wurde er Direktor der Immediatbaukommission.
Für etwa 260 Bauten lieferte Unger die Entwürfe, viele davon realisierte er selbst. Er entwickelte aus dem Anspruch Friedrichs II. einen neuen Bautyp: das Bürgerpalais, ein bürgerliches Wohnhaus mit der Anmutung eines Palais. Auch in Berlin schuf Unger eine große Zahl von Gebäuden: allein 40 Unter den Linden, 13 Palais am Gendarmenmarkt und über 40 in der Leipziger Straße.
Georg Christian Unger starb 1799 im Alter von 55 Jahren in Berlin. Beigesetzt wurde er auf dem Friedhof der Dorotheenstädtischen und Friedrichswerderschen Gemeinden vor dem Oranienburger Tor. Das Grab ist nicht erhalten.

## Hauptwerke

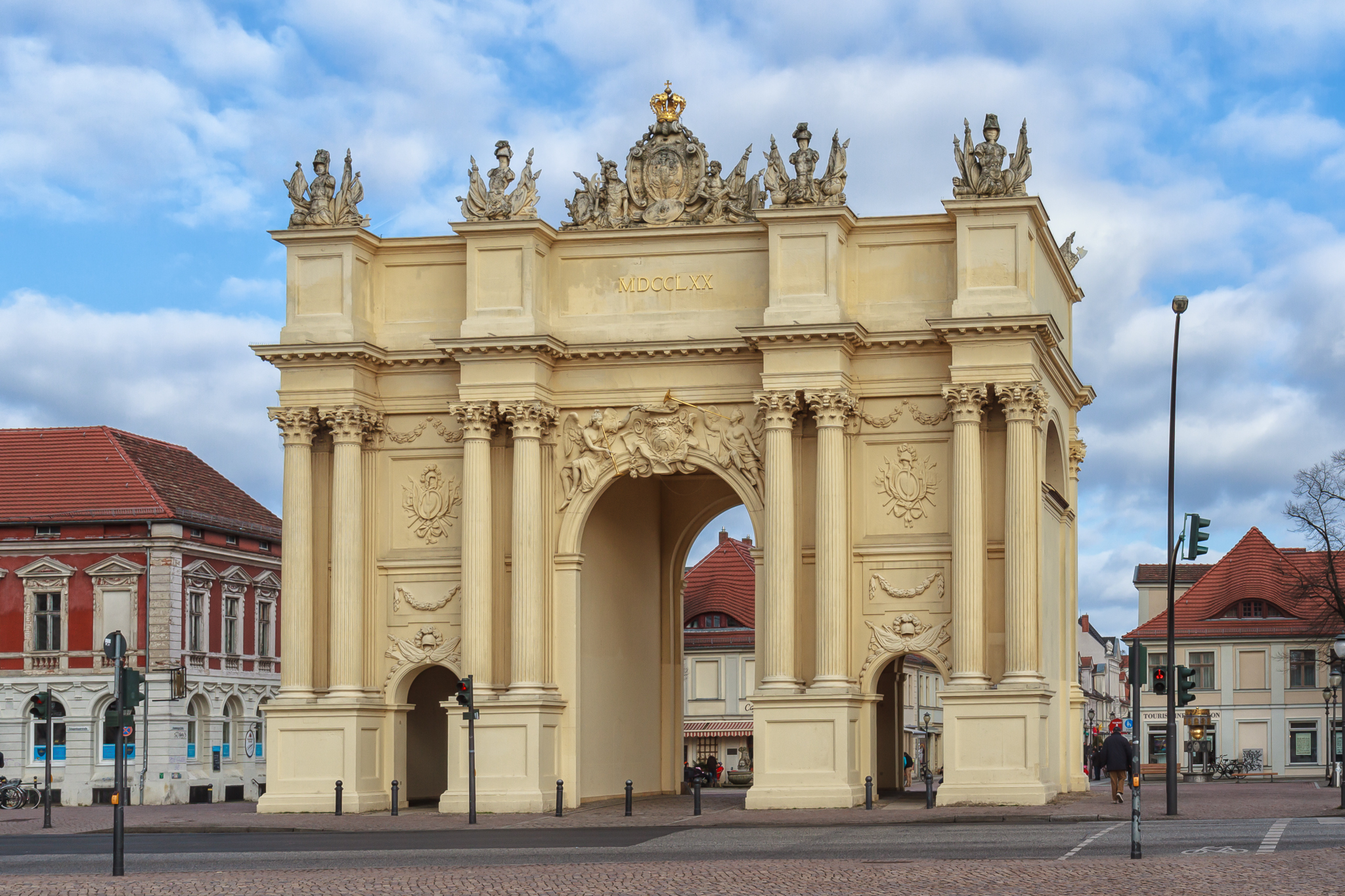
Das Brandenburger Tor in Potsdam

- Hiller-Brandtsche Häuser in Potsdam (1769)
- Brandenburger Tor in Potsdam (Feldseite, die Stadtseite nach Plänen Gontards, 1770)
- Belvedere auf dem Klausberg im Potsdam (1770–1772)
- Dorfkirche in Eiche (1771)
- Umbau der Neuen Kammern in Potsdam (1771–1775)
- Alte Königliche Bibliothek am Bebelplatz in Berlin (1775–1780)
- Neubau des Berliner Kadettenhauses (1776–1779)
- Türme am Deutschen und Französischen Dom in Berlin (zusammen mit Carl von Gontard, 1780–1785)
- Kopfbau des Langen Stalls in Potsdam (1781)
- Jägerbrücke mit Kolonnaden in Berlin (1782)
- Alte Post in Potsdam (1783–1784)
- Haus mit den 99 Schafsköpfen am Berliner Alexanderplatz (1783)